# Bossall
Bossall är en by i North Yorkshire, Storbritannien.